# Эскандон, Пабло де
Хосе Пабло Эустакиу Мануэль Франциско де Эскандон и Баррон (исп. José Pablo Eustaquio Manuel Francisco de Escandón y Barrón; 4 мая 1856, Мехико — 31 марта 1926, Мехико) — мексиканский игрок в поло, бронзовый призёр летних Олимпийских игр 1900.
На Играх Эскандон входил в состав мексиканской сборной. Она сразу вышла в полуфинал, где проиграла третьей смешанной команде. Несмотря на это, их команда заняла третье место и получила бронзовые медали.
Он выступал вместе со своими братьями Мануэлем и Эустакиу.